# Lesley Gore Sings of Mixed-Up Hearts
| Recensione | Giudizio |
| ---------- | -------- |
| AllMusic   |          |

Lesley Gore Sings of Mixed-Up Hearts è il secondo album della cantante pop statunitense Lesley Gore, pubblicato dalla Mercury Records nel novembre del 1963.

## Tracce

### LP (1963, Mercury Records, MG 20849/SR 60849)
Lato A
1. She's a Fool – 2:08 (testo: Ben Raleigh – musica: Mark Barkan) – Registrato il 10 luglio 1963 al A&R Recording Studio di New York
2. The Old Crowd – 2:27 (Gerry Goffin, Carole King) – Registrato il 10 luglio 1963 al A&R Recording Studio di New York
3. Fools Rush In (Where Angels Fear to Tread) – 2:20 (testo: Johnny Mercer – musica: Rube Bloom) – Registrato il 21 settembre 1963 al A&R Recording Studio di New York
4. Young Lovers – 2:23 (Paul Anka) – Registrato il 30 marzo 1963 al Bell Sound Studios di New York
5. My Foolish Heart – 3:19 (testo: Ned Washington – musica: Victor Young) – Registrato il 21 settembre 1963 al A&R Recording Studio di New York
6. Sunshine, Lollipops, and Rainbows – 1:37 (testo: Howard Liebling – musica: Marvin Hamlisch) – Registrato il 23 maggio 1963 al A&R Recording Studio di New York

Durata totale: 14:14
- Il brano Young Lovers originariamente recava anche il titolo: Hello, Young Lover (You Ain't Gonna Get My Heart)

Lato B
1. You Don't Own Me – 2:26 (John Medore, David White) – Registrato il 21 settembre 1963 al A&R Recording Studio di New York
2. Run, Bobby, Run – 3:11 (testo: Ben Raleigh – musica: Mark Barkan) – Registrato il 21 settembre 1963 al A&R Recording Studio di New York
3. Young and Foolish – 2:45 (testo: Arnold Horwitt – musica: Albert Hague) – Registrato il 21 settembre 1963 al A&R Recording Studio di New York
4. I Struck a Match – 3:16 (Arthur Resnick, Bobby Scott) – Registrato il 10 luglio 1963 al A&R Recording Studio di New York
5. If That's the Way You Want It – 2:26 (testo: Edna Lewis – musica: Gloria Shayne) – Registrato il 10 luglio 1963 al A&R Recording Studio di New York
6. Time to Go – 3:07 (testo: Ben Raleigh – musica: Mark Barkan) – Registrato il 21 settembre 1963 al A&R Recording Studio di New York

Durata totale: 17:11

## Musicisti
- Lesley Gore – voce
- Claus Ogerman – direttore d'orchestra, arrangiamento
- Componenti dell'orchestra non accreditati[4]

### Produzione
- Quincy Jones – produzione

## Classifica
Album
| Anno | Classifica    | Posizione raggiunta |
| ---- | ------------- | ------------------- |
| 1964 | Billboard 200 | 125                 |

Singoli
| Anno | Titolo del brano                  | Classifica            | Posizione raggiunta |
| ---- | --------------------------------- | --------------------- | ------------------- |
| 1963 | You Don't Own Me                  | Hot 100               | 2                   |
| 1963 | She's a Fool                      | Hot 100               | 5                   |
| 1965 | Sunshine, Lollipops, and Rainbows | Hot 100               | 13                  |
| 1963 | She's a Fool                      | Hot R&B/Hip-Hop Songs | 26                  |